# Adriano IV
Adriano IV, de nombre secular Nicholas Breakspeare (o Brekespear) (Hertfordshire, Reino de Inglaterra, c. 1100-Anagni, Estados Pontificios, 1 de septiembre de 1159), fue el 169.º papa de la Iglesia católica y gobernante de los Estados Pontificios desde el 4 de diciembre de 1154 hasta su muerte. Es el único papa nacido en Inglaterra y fue también el único pontífice anglohablante de la historia hasta la elección de León XIV, en mayo de 2025.
Poco se sabe de sus primeros años de vida. Aunque no parece haber recibido una gran educación, siendo aún joven viajó a Francia, estudiando derecho en Arles. Luego viajó a Aviñón, en el sur, donde se unió a la abadía de San Rufo. Allí se convirtió en canónigo regular y finalmente fue nombrado abad. Viajó a Roma varias veces, donde parece haber llamado la atención del papa Eugenio III, y fue enviado en una misión a Cataluña, zona donde se llevaba a cabo el proceso de Reconquista, que intentaba reclamar tierras a los musulmanes de Al-Ándalus. Alrededor de este tiempo, su abadía se quejó con Eugenio de que Breakspear era un disciplinario demasiado severo, por lo que se decidió convertirlo en legado papal, nombrándolo obispo de Albano alrededor de 1149.
Como obispo, Breakspear pronto fue enviado a otra misión diplomática, esta vez a Escandinavia. En medio de una guerra civil, Breakspear reorganizó la Iglesia en Noruega y luego se trasladó a Suecia. Aquí fue muy aclamado por la gente, llegando a ser llamado santo por cronistas de la época. Breakspear regresó a Roma en 1154, y poco después de la muerte de Anastasio IV, fue elegido como nuevo papa por razones ahora desconocidas, pero posiblemente a pedido de su predecesor. Adriano restauró decisivamente la autoridad papal allí, pero su otro problema político importante, las relaciones con el recién coronado emperador del Sacro Imperio Romano Germánico, Federico I Barbarroja, comenzaron mal y empeoraron progresivamente. Cada parte, como resultado de un incidente agravante particular, encontró algo por lo que condenar a la otra. Como resultado, Adriano entró en una alianza con el emperador bizantino, Manuel I Comneno, quien estaba ansioso por reafirmar su autoridad en el sur de Italia, pero no pudo hacerlo debido a la ocupación de la región por parte de los reyes normandos, ahora bajo Guillermo I de Sicilia.
La alianza de Adriano con el emperador bizantino quedó en nada, ya que Guillermo derrotó decisivamente a Manuel y obligó a Adriano a llegar a un acuerdo en el Tratado de Benevento. Esto alienó aún más al emperador Federico, ya que lo vio como un repudio de su tratado existente. Las relaciones se agriaron aún más cuando Federico reclamó una gran franja de territorio en el norte de Italia. A pesar de lo anterior, las relaciones de Adriano con su país de nacimiento parecen haber sido buenas en general. Ciertamente, colmó de privilegios a la Abadía de San Albano, y parece haber apoyado las políticas del rey Enrique II donde pudo. La más famosa de todas ocurrió en 1158, cuando se supone que Adriano le concedió la bula papal Laudabiliter, que se cree que autorizó a Enrique a invadir Irlanda. Sin embargo, Enrique no lo hizo hasta catorce años después, y los historiadores no están seguros de si la bula existió realmente.
Después de la muerte de Adriano en Anagni, hubo incertidumbre sobre quién lo sucedería, y los cardenales pro y antiimperialistas votaron por diferentes candidatos. Aunque el papa Alejandro III asumió oficialmente el poder, la posterior elección de un antipapa condujo a un cisma de 22 años. Los eruditos han debatido ampliamente el pontificado de Adriano. Se ha identificado gran parte de una naturaleza positiva, por ejemplo, su programa de construcción y la reorganización de las finanzas papales, particularmente en el contexto de un reinado tan corto. También se enfrentó a poderosas fuerzas fuera de su control que, aunque nunca las superó, manejó con eficacia.

## Primeros años
Hijo de Richard Breakspear, su familia era relativamente humilde. Se desconoce el año exacto de su nacimiento, pero probablemente tenía alrededor de 55 años cuando fue elegido papa. Poco se sabe de sus primeros años, y de lo que, comenta Brooke, "sabor[es] de chismes en lugar de historia sobria". Probablemente nació en o alrededor de la ciudad de St. Albans en Hertfordshire. Como resultado, gran parte de lo que se cree sobre Breakspear parece ser una "tradición tejida en la gran abadía" de allí. Se ha sugerido que nació en la aldea de Bedmond en la parroquia de Abbots Langley. Mucho de lo que se sabe sobre él ha sido presentado a los historiadores por los escritos del cardenal Boso y Guillermo de Newburgh, quienes, sin embargo, escribieron más de 30 años después de la muerte de Breakspear. Como resultado, señala Poole, hay escasez de información, y especialmente de fechas, sobre su vida hasta su elección como papa, y "todo lo que se puede decir es que las fechas comúnmente dadas son incorrectas en todos los casos". El cronista inglés Mateo de París dice que procedía de Abbots Langley, aunque atribuyó erróneamente a su padre el nombre de Robert de Camera. Robert pudo haber sido clérigo, aunque Sayers sugiere que la afirmación de París de que Robert era sacerdote probablemente sea correcta, al igual que la probabilidad de que más tarde se hiciera monje. Como tal, hay motivos para creer que Nicholas era ilegítimo. Además, se menciona que tenía un hermano llamado Ranulf o Randall, un clérigo en Feering, Essex. París también es la fuente de que el apellido de Nicholas sea Breakspear.
Paris cuenta que Nicholas fue rechazado por el abad Robert de Gorron de tomar su noviciado en la abadía, aunque como señala Poole, la historia es demostrablemente incorrecta ya que Robert no fue en abad hasta 1151. Sayers, sugiere que, cierto o no, durante y después del pontificado de Breakspear, "ciertamente St Albans se alimentó de la historia del chico local que había hecho bien".  Guillermo de Newburgh mencionó que Nicholas era demasiado pobre para recibir algo más que una educación rudimentaria, y Brooke especula que viajó a Francia para aprender las habilidades de un clérigo. Este fue, señala, un camino normal hacia la promoción en el siglo XII, aunque era más inusual que aquellos que lo hicieron tuvieran los antecedentes desfavorables de Breakspear. Es posible que se haya convertido en canónigo en el priorato agustino en Merton, Surrey. Poole se suscribe a esta teoría, citando una carta a Breakspear cuando era papa en la que se le recuerda que "su señoría solía hablar" de Merton en una conversación.

### Viaje a Francia y ascenso

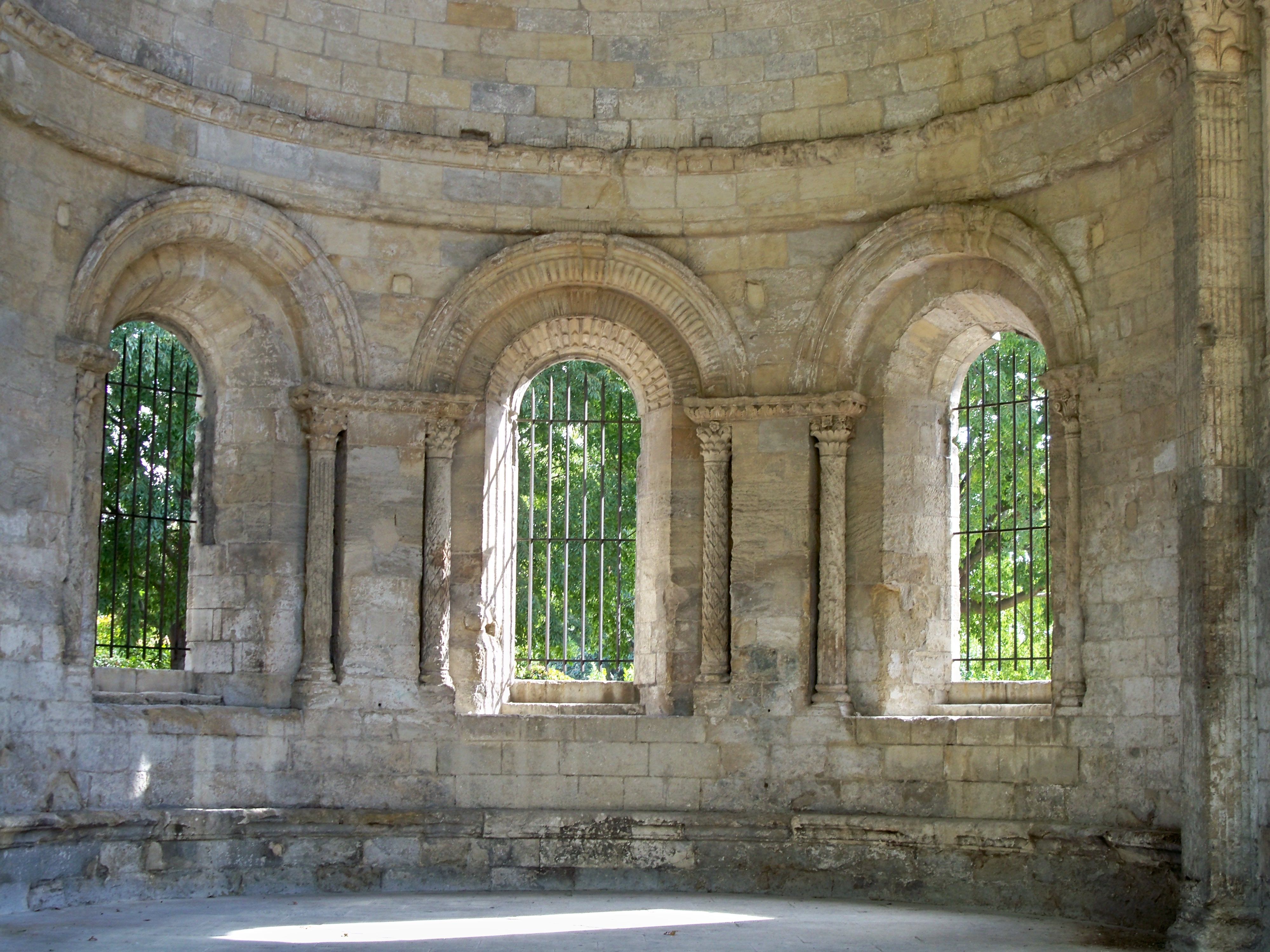
Muro interior de la Abadía de San Rufo, Aviñón.
Fotografía de 2012.

El siguiente punto en el que se puede identificar con claridad es que Breakspear continuó sus estudios en la ciudad francesa de Arles, específicamente en derecho canónico y, probablemente, también bajo una maestría de derecho romano. Al finalizar sus estudios, viajó al sur y se convirtió en canónigo regular en el priorato de San Rufo en Aviñón. Pronto fue nombrado prior  y luego abad. Siendo aún canónigo, en 1140 parece haber redactado una carta en Barcelona. Sin embargo, parece que hubo quejas de que era demasiado estricto y los monjes se rebelaron. Como resultado, fue llamado a Roma; se estableció una paz temporal, pero no pasó mucho tiempo hasta que los monjes se rebelaron nuevamente. Breakspear pudo haber visitado Roma tres veces mientras estaba en San Rufo, "cada vez con un éxito más conspicuo", y que habría consumido muchos meses de su tiempo.
Sayers sugiere que fue mientras Breakspear estaba en San Rufo, atrajo la atención del papa Eugenio III, quien vio en él cualidades de liderazgo. Se sabe que en 1147, mientras Eugenio estaba en Vico, concedió un "N. abad de San Rufo". Probablemente fue en 1148 cuando Breakspear conoció a quien se convertiría en su buen amigo, Juan de Salisbury, en Reims, y poco después cuando Eugenio lo nombró cardenal-obispo de Albano, convirtiéndolo en el segundo inglés en haber sido ascendido a ese rango, el cual poseía cuando asistió al Concilio de Reims en noviembre de 1148. Poole sugiere que la promoción de Breakspear fue el método de Eugenio para aliviar las quejas de los monjes, ya que este les dijo que "fueran [y] elegiros un padre con el que podáis o queráis vivir en paz; él [Breakspear] no será más una carga para vosotros". Sin embargo, cuando Breakspear fue papa más tarde, pareció favorecer bien a San Rufo, por ejemplo, autorizándolos a enviar una delegación al cabildo de la Catedral de Pisa para cortar piedra y columnas. El capítulo fue solicitado, dice Egger, para "ayudarlos en todas las formas posibles para llevar a cabo sus negocios".
Poole cuestiona las razones de la promoción episcopal de Breakspear. Su abadía no solo era relativamente desconocida, con poco valor político o una gran dotación de monjes, sino que era poco probable que las razones de Breakspear para asistir a la corte papal le hubieran permitido hacerse un nombre. De hecho, en al menos una ocasión fue en respuesta a una citación sobre su comportamiento. Sin embargo, sugiere Poole, una posible explicación puede tener sus raíces en la residencia de Breakspear en Merton. Duggan señala que el cargo de cardenal obispo de Albano era ser parte del círculo íntimo del papa, lo que sugiere que hace que su rápido ascenso a una posición tan delicada sea aún más notable e indicativo de las cualidades ahora irreconocibles que Eugenio vio en él.

### Viaje a Cataluña
Probablemente fue en el Concilio de Reims cuando Eugenio seleccionó a Breakspear para una misión en Cataluña, posiblemente como una especie de legado no oficial de los cruzados. Breakspear conoció a Ramón Berenguer IV, conde de Barcelona, que había estado librando la última campaña contra los moros desde 1147. Aunque no existen registros que muestren que Breakspear estuvo involucrado en la campaña en sí, estuvo muy involucrado en la reorganización y administración de la Orden del Císter, así como arbitrar las disputas en el seno de su congregación. Es probable que estuviera presente en el Sitio de Lérida durante el verano de 1149. Es menos probable que todavía estuviera allí en octubre, cuando cayó, ya que había regresado a Roma en diciembre. Sin embargo, es muy posible que haya traído noticias de otro asedio exitoso, el de Tortosa, que habría sido particularmente bienvenido para el papado "magullado y maltratado" de Eugenio, dice Damian Smith. Este también señala que la larga ausencia de Breakspear de San Rufo puede haber sido motivo de quejas por parte de sus monjes, "pero esto seguramente no era de suma importancia para el papa". Egger sugiere, sin embargo, que la misión catalana de Breakspear fue de gran beneficio para San Rufo, que se convirtió en el modelo para las casas religiosas creadas por Berenguer tras la retirada del imperio musulmán.
Hacia mediados de 1152, fue enviado a Escandinavia como legado papal.
Residió en Trondheim, la sede episcopal de Noruega y en Upsala,  sede de Suecia. A su regreso a Roma, en 1154, recibió el apelativo de “apóstol del Norte”, y, tras la muerte de Anastasio IV fue elegido por unanimidad su sucesor, consagrado el 18 de junio de 1155.

## Enfrentamientos con Roma
La sede apostólica estaba entonces sumida en revueltas populares,  alimentadas por las ideas heterodoxas de Arnaldo de Brescia, las cuales culminaron con el asesinato de un cardenal. En respuesta, Adriano, refugiándose en Viterbo, lanzó un entredicho contra Roma por el cual prohibió la celebración de los santos oficios, la administración de los sacramentos y la sepultura eclesiástica, rehusando reconocer al Senado y exigiendo el destierro de Arnaldo para conceder el perdón. Este interdicto provocó una crisis económica en la ciudad al verse interrumpida la afluencia de peregrinos a Roma, por lo cual el senado decretó la expulsión de Arnaldo y sumisión de la ciudad a la voluntad papal.

## Política de alianzas
La política de alianzas de Adriano IV se decantó en un primer momento por lograr, a cambio de su coronación, el apoyo del emperador germano Federico I Barbarroja en su conflicto con el reino normando de Sicilia, cuyo rey, Guillermo I de Sicilia, había sido excomulgado por el papa al invadir territorios pontificios.

La Italia meridional en 1156.

El encuentro se produjo el 9 de junio de 1155 en Sutri pero fracasó por una cuestión de protocolo: Según la tradición los reyes debían sujetar el estribo del caballo del papa como señal de sumisión. Federico avanzó hacia él pero obvió esta ceremonia de homenaje, aunque sí besó la zapatilla papal una vez desmontado. El papa, durante la celebración de la misa, y en represalia, negó a Federico el “beso de la paz” lo que implicaba que no habría coronación. El conflicto se resolvió unos días después, el 11 de junio, en otro encuentro celebrado en Nepi durante el cual ambas partes respetaron el ceremonial. El 18 de junio, Federico fue coronado emperador por el papa. Ese mismo día Arnaldo de Brescia, quien había sido capturado por el emperador, fue entregado al papa y ejecutado; lo que provocó una nueva rebelión en Roma. El enfrentamiento con las tropas imperiales finalizó con la derrota de los romanos, el encarcelamiento de sus líderes más significativos y la ejecución de más de un millar de romanos quienes fueron ahogados en el río Tíber. La victoria del emperador fue sin embargo «pírrica» ya que debido a la falta de aprovisionamientos y a un brote de malaria se vio obligado a abandonar la ciudad y regresar a Alemania.

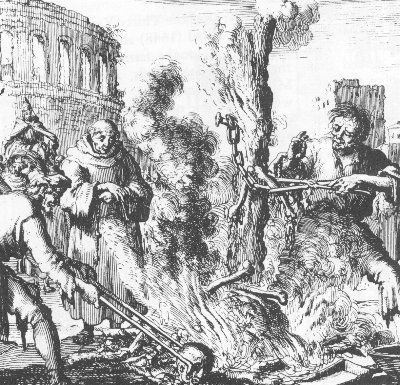
Grabado representando la quema en la hoguera de Arnaldo de Brescia.

Adriano IV, por su parte, también dejó Roma y se instaló en Benevento. En ese momento buscó al apoyo bizantino para someter a los sicilianos, pero al ser derrotados por estos, se impuso un cambio radical en la política papal. En efecto, Adriano firmó un tratado en 1156 con Guillermo I de Sicilia por el cual el papa, además de investirlo como rey, le reconoce la posesión de ciertos territorios, también pretendidos por el Emperador Federico Barbarroja, lo que provocó un nuevo enfrentamiento entre el papado y el Imperio. Guillermo por su parte se reconoció como vasallo del papa, renunció al nombramiento de obispos en su reino y prometió defender los Estados Pontificios.
Durante su estancia en Benevento, Adriano recibió la visita de Juan de Salisbury quien supuestamente le solicitó la concesión de Irlanda como dominio del rey Enrique II de Inglaterra. La solicitud, en la práctica un permiso de invasión, fue concedida mediante la Bula Laudabiliter, basándose en la Donación de Constantino.
En 1157 Adriano llega a un acuerdo con el pueblo romano que le permite regresar a Roma. 

El 1 de septiembre de 1159 el papa falleció en Anagni  desde donde fue trasladado a Roma para recibir sepultura junto a Eugenio III.

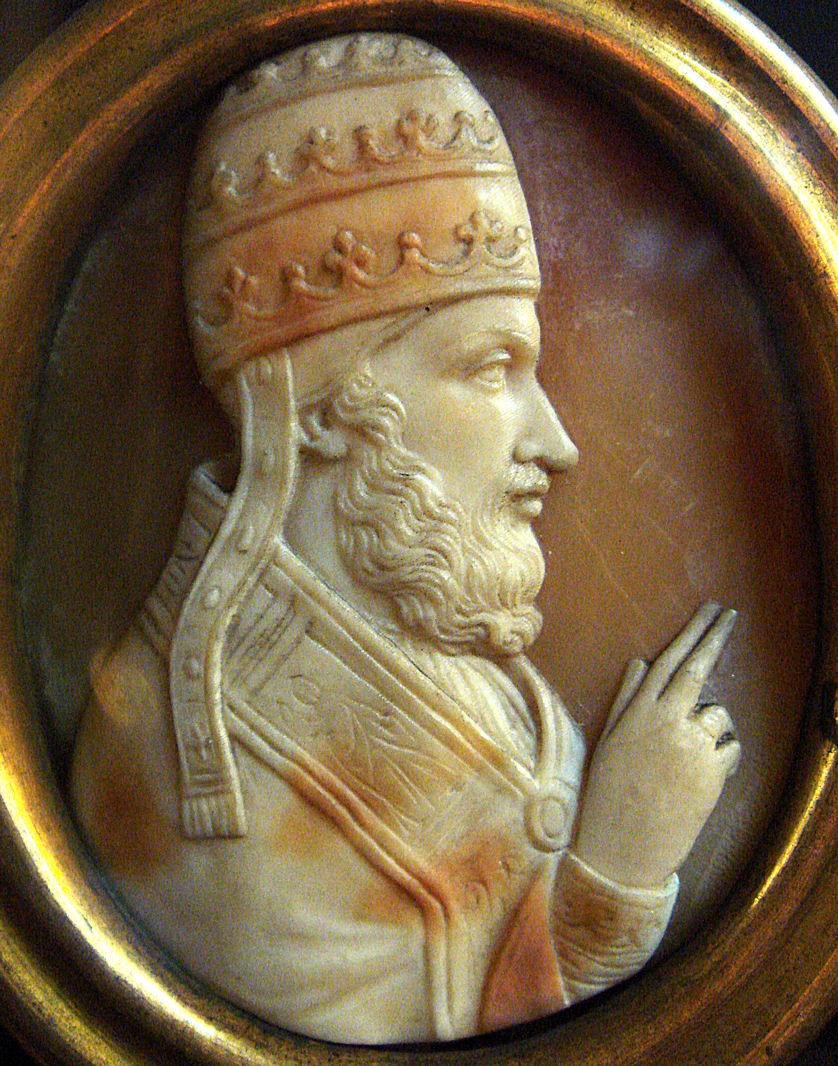
Camafeo con retrato de Adriano IV en la colección de Notre Dame de París

## Legado
Durante su pontificado comenzó a utilizarse el término vicario de Cristo para referirse al papa. 
Las apócrifas profecías de san Malaquías (compuestas siglos más tarde) se refieren a este papa como De rure albo (Del campo blanco), cita que hace referencia a su origen campesino y a su lugar de nacimiento, Saint Alban's (Alba = "blanco, albino").